# Evakueringen av Tallinn 1941
Evakueringen av Tallinn 1941, kallas även för Sovjetunionens Dunkerque, Tallinnkatastrofen eller Tallinnövergången – var en sovjetisk operation för att evakuera delar av Östersjöflottan och Röda arméns enheter från omringade staden Tallinn i augusti 1941.

## Inledningen
Efter vinterkriget och Sovjetunionens annektering av de baltiska länderna började den sovjetiska Östersjöflottan att upprätta baser vid Hangö, Tallinn, Paldiski, Riga, Liepāja och Ventspils. Flottans stab med amiral Nikolaj Kuznetsov förflyttades till Tallinn som blev hemmahamn för de två sovjetiska slagskeppen Marat och Oktoberrevolutionen. Inför Operation Barbarossa i juni 1941 hade den tyska och finska flottan lagt ut flera minfält i Finska viken, bland annat minbandet "Corbetha" mellan Porkkala udde och Nargö. Den 25 juni utbröt öppet krig mellan Finland och Sovjetunionen efter sovjetiska bombningar av civila och militära mål på finskt territorium.
Det tyska anfallet på Sovjetunionen 1941 var under de första veckorna en tysk militär framgång. I Finska viken och Östersjön minsprängdes flera sovjetiska örlogsfartyg och ubåtar. Armégrupp Nord hade på några veckor ockuperat hela Baltikum och drivit tillbaka Röda armén. Den sovjetiska Östersjöflottan trängdes samman till Tallinn, allteftersom de sovjetiska marinbaserna i Baltikum erövrades av tyskarna. Den 7 augusti nådde den tyska armén fram till Finska viken vid Kunda, åtta mil öster om Tallinn. Den sovjetiska Östersjöflottans fartyg kryssaren Kirov, 12 jagare, flera torped- och kanonbåtar och lastångare tillsammans med marininfanteri, och den sovjetiska 10. armékåren var nu omringad i Tallinn.
Den tyska och finska flottan förberedde sig för den sovjetiska flottans utbrytning och lade ut sjöminor i ett minfält mellan halvöarna Juminda och Pärispea där sjöleden från Tallinn till Leningrad löpte fram. Tillsammans lade de ut 1700 minor och 700 sprängbojar. Vid Jumindahalvön upprättade tyskarna artilleriställningar för att kunna beskjuta sjömål och då speciellt minsvepare. Den finska marinen som var uppbunden vid Hangö och Viborgska viken, kunde bara avvara 2.a Motortorpedbåtsflottiljen (II/Mbt-flottiljen) bestående av patrullbåtar av VMV-klass VMV-9, VMV-10, VMV-11 och VMV-17 och stationerades vid Pörtö. Tyskarna drog samman torpedbåtarna S-26, S-27, S-39, S-40 och S-101 som de baserade vid Sveaborg. Även Junkers Ju 88 bombflygplan från grupp 806 från flygfält i Estland underställdes operationen. Den 19 augusti började tyskarna slutanfallet mot Tallinn.
Den sovjetiska marinledningen förberedde evakuering. Redan den 10 augusti hade två lasarettfartyg med 6500 sårade sovjetiska soldater sänts iväg; bägge gick på minor, det ena sjönk med man och allt medan det andra lyckades skadat ta sig till Kronstadt. Den 24 augusti gick den sovjetiska jagaren Engels på en mina i Jumindaminfältet och sjönk. Evakueringsplanen inbegrep 10:e armékåren, marinens och kustartilleriets personal, civilförvaltningen, tvångsmobiliserade ester samt stora förråd skulle lastas på 160 fartyg av olika storlek. Sammanlagt 28 000 man och 66 000 ton utrustning lastades på fartygen. Evakueringen skulle ske i fyra konvojer. Chef för armadan blev den sovjetiska Östersjöflottans överbefälhavare Vladimir Tributs, som ledde operationen från kryssaren Kirov. Lastningen av fartygen skyddades av en stor rökridå.
Minröjningsoperationer med minsvepare omöjliggjordes av det hårda väder dagarna innan operationen. Inget sovjetiskt flyg fanns tillgängligt för att skydda lastningen eller konvojerna under deras färd. Lastningen började klockan 16.00 den 27 augusti samtidigt som tyskt artilleri tillsammans med Luftwaffes bombflygplan och störtbombare bombarderade hamnen. Uppskattningsvis dödades över 1000 människor i bombardemanget.

## Gatloppet i Finska viken

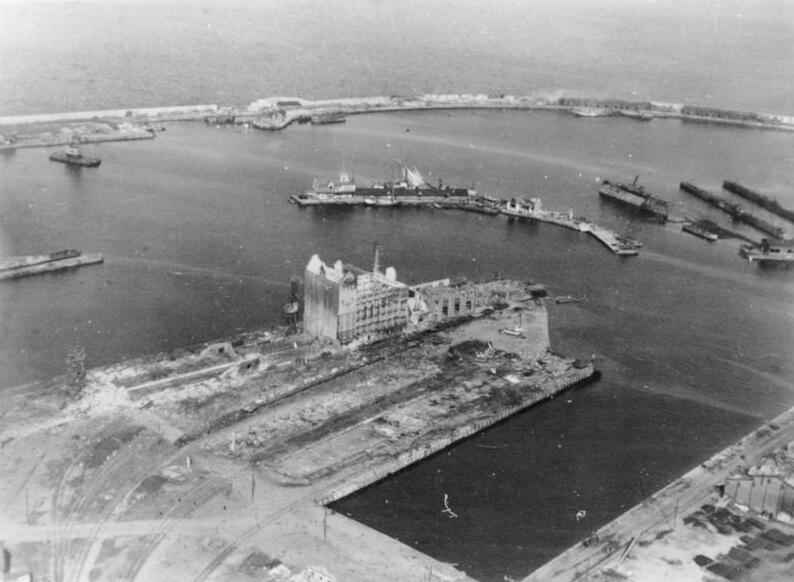
Hamnen i Tallinn efter att ha erövrats av tyska styrkor. Fotot togs 1 september 1941.

På kvällen den 27 augusti klockan 22.00, samtidigt som tyska soldater bröt in i Tallinns förstäder, började den första av de fyra konvojerna löpa ut ur hamnen under häftig tysk artilleribeskjutning och flygangrepp. Det tyska flyget sänkte flera fartyg. Under den 28 augusti löpte resterande konvojer ut, den sista med jagarna och kryssaren Kirov lämnade hamnen klockan 14.52. Klockan 16.00 närmade sig det första fartygen Jumindahalvöns hårt minerade vatten.
Det första fartyget att gå på en mina vid Jumindahalvön var ångaren Ella, strax därefter minsprängdes flera fartyg, samtidigt började ett tyskt flygangrepp, samtidigt som finskt kustartilleri började beskjuta konvojen. Sent på kvällen angreps armadan även av de finska och tyska torpedbåtarna. Kaoset gjorde att en organiserad minsvepning var omöjlig för ryssarna. Vid 22-tiden gjorde kvällsmörkret att sikten blev dålig. Kryssaren Kirov lyckades bekämpa de tyska artilleriställningarna på Jumindahalvön. Bland de sänkta fartygen kvällen den 28 augusti fanns jagarna Jakov Sverdlov, Skoryj,  Kalinin, Volodarskij och Artiom, samt ubåtarna S-5 och Sj-301 sänktes alla av sjöminor.
Vid midnatt kastade den sovjetiska armadan ankar mitt i Juminda-minfältet. Nästa dag, den 29 augusti sänktes flera fartyg av tyskt bombflyg. På kvällen den 29 nådde de första av Tallinnkonvojens fartyg Kronstadt. Enligt sovjetiska källor var de sovjetiska förlusterna i Tallinnevakueringen följande: fem jagare, tre kustbevakningsfartyg, två minsvepare, två ubåtar, en kanonbåt, ett torpedbåt och 8 patrullbåtar, eller totalt 22 örlogsfartyg. 43 andra fartyg sänktes, bland dessa 25 lastfartyg, ett tankfartyg, två trålare. Tre lastfartyg sattes på grund på ön Hogland och av totalt 29 lastfartyg kom bara ett fram till Kronstadt, det skadade lastfartyget Kazachstan. Även kryssaren Kirov blev skadad av en mina. Förlusten i människoliv bedöms ligga mellan 6000 och 16 000.

## Efterspel
Den militära konsekvensen av Tallinnkatastrofen var att man till försvaret av Leningrad fick ett viktigt tillskott av trupp och materiel, samt att man inom sovjetsystemet började leta syndabockar, där många av de överlevande fartygsbefälen ställdes inför ståndrätt och avrättades, trots att många av dem hade utfört hjältedåd under evakueringen. På 1960-talet prövades frågan igen av Leningrads militärdomstol, och de avrättade upprättades. Tallinnevakueringen är en av Östersjöns värsta katastrofer under krigstiden, men räknas också som ett lysande exempel på minkrigföring.